# 中沼了三
中沼 了三（なかぬま りょうぞう、 1816年9月6日（文化13年8月15日）- 1896年（明治29年）5月1日）は隠岐国周吉郡中村（現在の島根県隠岐の島町中村）出身の儒学者。名は之舜。了三は通称。字は魯仲。号は葵園（きえん）。贈正五位。

## 経歴
文化13年8月15日（1816年9月6日）隠岐国(島根県隠岐の島)で医師の中沼養碩、母テツの三男として生まれる。天保6年(1835年)京都に上り、山崎闇斎の流れを汲む崎門学派浅見絅斎の学統である鈴木遺音（恕平）の門下として儒学を学んだ。天保14年(1843年)、鈴木遺音の没後に葵園浅見安正の学統を承け、京都で開塾。学習院講師、孝明天皇の侍講となる。門人には西郷従道、桐野利秋、川村純義、千葉貞幹、松田重助らがあり、中沼塾は薩摩藩士が多く、竹村東野門下でもあった中岡慎太郎も西郷隆盛との接触を図り入門している。また天誅組総裁の一人藤本鉄石と親交があり、後に藤本の招魂碑を残している。
嘉永元年(1848年）から嘉永7年(1854年)学習院にて儒官を務めた。『平安人物志』には、嘉永5年(1852年)版から名前が記され、儒官に任命された5人の中で唯一人、学習院学問所閉講まで講師を務めた。安政4年(1857年)から、仁和寺宮嘉彰親王の侍講となり、戊辰戦争に際しては、軍事総裁となった嘉彰親王の参謀として活躍した。元治元年(1864年)孝明天皇の勅令により大和十津川に折立松雲寺を仮設舎とした文武館(現奈良県立十津川高等学校)を創設、文武館の初代教授に就任。
慶応4年（1868年）の鳥羽・伏見の戦いでは新政府軍の参謀、隠岐騒動(隠岐維新(幕府からの独立))では勤王思想の精神的支柱となった。また続けて起きた明治維新に関わる多くの人物の思想の中心であった。明治維新後も新政府参与とし明治2年(1869年)明治天皇の侍講(従六位下)、昌平学校の一等教授(正六位)を歴任するなど皇室からの信頼は厚く、高い名声を得ていた。また十津川郷士との関係も深く、十津川郷士の宮廷警護が快諾されるのに力を貸している。
しかし、維新後に政府の実権を天皇でなく自ら把握しようとした三条実美、徳大寺実則らと対立し、明治3年(1870年)12月に官を辞した。のちに自身で名誉職を設けた三条とは不仲であったとされる。明治4年(1871年)二卿事件への関与を疑われ位階返上、投獄、鹿児島藩預りとなる。赦免された後に帰京するが、明治9年(1876年)神風連の乱でも関与を疑われる。明治16年(1883年)滋賀大津にて湖南学舎を開く。明治29年(1896年)京都浄土寺村の自邸にて81歳で生涯を閉じた。墓所は安楽寺。
大正4年（1915年）、若槻礼次郎らが中沼に正五位を与えるよう首相であった大隈重信に嘆願、正五位に叙位。

## 中沼の家系
代々医師の家系であり、平成の現在も、医師や東証一部企業の社長などの著名人が多くおり、勲章を与えられた人物も複数いる。また中沼家には隠岐騒動(隠岐維新)に関わった人物との間に共通の子孫がいる。